# Lucio del Álamo
Lucio del Álamo Urrutia (Amurrio, 2 de marzo de 1913 - Madrid, 27 de junio de 1988) fue un periodista y escritor español. A lo largo de su vida fue director de diversos medios de comunicación, siendo también procurador en las Cortes franquistas.

## Biografía
Nació en la localidad alavesa de Amurrio en 1913. Realizó estudios de derecho y filosofía y letras en las universidades de Deusto y en Valladolid; posteriormente estudiaría periodismo en la escuela de El Debate. Miembro inicial de las JONS, tras la unión de estas con Falange pasaría a militar en las filas de Falange Española de las JONS.
En su juventud jugó con el Amurrio Club, de donde pasaría al Athletic Club de Bilbao (llegando a jugar dos encuentros amistosos) y posteriormente al Real Valladolid.
Ingresó como redactor en el periódico La Gaceta del Norte, de Bilbao, en 1934. Tras el final de la Guerra civil llegaría a dirigir varios medios comunicación: la Hoja del Lunes de Bilbao (1940), Radio Nacional de España (1943) o el diario deportivo Marca (1947). En el ámbito oficial ostentó importantes cargos, como delegado provincial de Educación Popular, jefe nacional de Radiodifusión, o delegado nacional de prensa de FET y de las JONS. En 1949 fundó el semanario 7 Fechas, del cual también sería su director. Desempeñaría el cargo de procurador en las Cortes franquistas en varias ocasiones, siendo también miembro del Consejo Nacional de FET y de las JONS. Paralelamente desempeñó la presidencia de la Asociación de la Prensa de Madrid y de la Federación de Asociaciones de la Prensa de España. Desde 1966 también fue vocal del Consejo Nacional de Prensa. 
En octubre de 1968 fue puesto al frente del periódico El Alcázar, situando al diario otra vez en su anterior línea editorial ultraderechista. También formó parte del consejo de administración del grupo DYRSA, la empresa editorial de El Alcázar. El nombramiento de Lucio del Álamo, que era presidente de la Federación de Asociaciones de la Prensa, causaría malestar en otros medios de comunicación. En 1971 cesaría en este puesto, siendo sustituido por Antonio Gibello. Entre 1973 y 1977 sería director de la Hoja del Lunes de Madrid, coincidiendo con el final de la dictadura franquista. 
Durante su último período en la presidencia de la Asociación de la Prensa de Madrid, promovió la construcción de la urbanización denominada Ciudad de los Periodistas, en la zona norte de la capital, barrio de Peñagrande, distrito de Fuencarral-El Pardo, constituida por un total de 1010 viviendas destinadas, preferentemente, a los periodistas asociados.
Falleció en Madrid en 1988.

## Obras
- Charlas del Sábado. San Sebastián: Eds. Gráficas Fides. 1941.
- La unidad e independencia económica de España. Bilbao. 1943.
- El último muerto de la Guerra de España. San Sebastián: Ediciones Atlas. 1944.